# Plecia disjuncta
Plecia disjuncta är en tvåvingeart som beskrevs av Hardy 1958. Plecia disjuncta ingår i släktet Plecia och familjen hårmyggor. Inga underarter finns listade i Catalogue of Life.